# 克里斯托弗·特里梅尔
克里斯托弗·特里梅尔（德語：Christopher Trimmel，1987年2月24日—）是一位奥地利足球运动员，現效力于德甲俱乐部柏林联盟，于场上司职翼锋。

## 足球生涯
特里梅尔的足球生涯始于布尔根兰州的UFC曼内尔斯多夫（UFC Mannersdorf）。2006年，他转投ASK霍里琼-下彼得斯多夫（ASK Horitschon-Unterpetersdorf）的青训营，并于一年后晋身一线队，共代表该队出场15次及射入7球。
2008年，特里梅尔被维也纳快速签入，最初主要为该俱乐部的业余队效力。在2009年4月5日对阵奥地利克恩顿的比赛中，这位翼锋于第88分钟替换克罗地亚人出场，首次亮相奧地利足球超級聯賽，而维也纳快速则以4比2赢得比赛。随后，他于该赛季还获得了另外4次出场机会。
在2009–10赛季欧洲联赛第二轮资格赛对阵维拉斯尼亚斯库台的首回合较量中，特里梅尔射入了他在维也纳快速的首粒正式比赛入球。2009年8月2日，他在对阵奥地利克恩顿的奥超联赛中于6分钟内完成“无暇帽子戏法”。这也是继漢斯·之后，奥超历史上第二快的帽子戏法记录。仅仅几天之后，特里梅尔又在欧洲联赛第三轮资格赛对阵APOP基尼拉斯足球會的次回合加时赛中射入制胜一球，帮助维也纳快速晋级。
2009年8月12日，特里梅尔完成奥地利国家足球队首秀，在对阵喀麦隆的友谊赛中，他于第67分钟替补登场。
自2014-15赛季起，特里梅尔加盟德乙联赛俱乐部柏林联盟。至2018-19赛季，他获委任为场上队长，并在赛季结束时与球队一同升入德甲联赛。他与柏林联盟的合同的将持续至2020年。

## 榮譽

### 俱樂部
柏林聯盟
- 德甲升級附加賽冠軍：2018-19賽季